# آخر رحلة إلى أبوجا (فلم)
آخر رحلة إلى أبوجا (بالإنجليزية: Last Flight to Abuja) هُو فيلم كوارث وإثارة نيجيري صدر سنة 2012، وهُو من كتابة تاندي بابالولا وإخراج وإنتاج أوبي إيميلوني. الفيلم من بطولة أوموتالا جالاد إيكيندي، وحكيم كاي-كاظم، وجيم إيكي. صُورت أحداث الفيلم في لاغوس. حصل الفيلم على 5 ترشيحات في حفل توزيع جوائز الأكاديمية الأفريقية للأفلام لسنة 2013، وفاز بجائزة واحدة هي جائزة أفضل فيلم من إخراج أفريقي مقيم في الخارج. 

## طاقم التمثيل
- أوموتالا جالاد إيكيندي في دور سوزي.
- حكيم كاي-كاظم في دور أديسولا.
- علي نوح في دور دان.
- جيم إيكي في دور ديفيد.
- أنتوني مونجارو في دور قبطان الطائرة.
- أورو إيكي في دور مضيفة طيران.
- تيلا بن في دور أحد المسافرين.
- جيدي كوسوكو في دور نيكي.
- سيلين لودر في دور الكابتن سي.
- أوتشي أودوبوتا في دور إيفي.
- جينيفر أوغوزي في دور يولاندا.

## الاستقبال النقدي
حصل فيلم آخر رحلة إلى أبوجا على آراء ومُراجعات مُتباينة من النقاد. أشاد معظم هؤلاء بالتصوير السينمائي والموسيقى التصويرية للفيلم، وأيضا بالصور المنشآة بالحاسوب والمُؤثرات البصرية التي استُخدمت في الفيلم. حقق الفيلم إيرادات بلغت 8،350،000 نيرة نيجيرية في عطلة نهاية الأسبوع الافتتاحية مع حضور 9،638 شخصا للعرض الأولي للفيلم، وارتفعت هاته الإيرادات في أسبوع الفيلم الأول لتصل إلى 24 ميلون نيرة نيجيرية، مُتصدرا بذلك القائمة في صالات السينما في غرب إفريقيا، ومُتفوقا على أفلام هوليوود التي عُرضت في تلك الفترة والتي من بينها فيلم الرجل العنكبوت المذهل، وفيلم فكر كرجل، وفيلم المنتقمون، وفيلم مدغشقر 3: أكثر المطلوبين في أوروبا. عُرض الفيلم أيضا في العديد من المُدن من أبرزها لاغوس ولندن.

## روابط خارجية
مقالات تستعمل روابط فنية بلا صلة مع ويكي بيانات